# Tyronn Lue
Tyronn Jamar Lue, född 3 maj 1977 i Mexico i Missouri, är en amerikansk baskettränare och före detta basketspelare. Som spelare blev han NBA-mästare två gånger, 2000 och 2001. Som huvudtränare blev han NBA-mästare med Cleveland Cavaliers 2016.
Han är kusin till Jayson Tatum, som spelar för Boston Celtics i NBA.

## Lag

### Som spelare
- Los Angeles Lakers (1998–2001)
- Washington Wizards (2001–2003)
- Orlando Magic (2003–2004)
- Houston Rockets (2004)
- Atlanta Hawks (2004–2008)
- Dallas Mavericks (2008)
- Milwaukee Bucks (2008–2009)
- Orlando Magic (2009)

### Som tränare
- Boston Celtics (assisterande, 2009–2013)
- Los Angeles Clippers (assisterande, 2013–2014)
- Cleveland Cavaliers (assisterande, 2014–2016)
- Cleveland Cavaliers (2016–2018)